# Jegarkal, Raichur
Jegarkal là một làng thuộc tehsil Raichur, huyện Raichur, bang Karnataka, Ấn Độ.